# Itagano
Itagano ist ein Verwaltungsbezirk (Ward) des Distrikts Mbeya (CC) in der tansanischen Region Mbeya.

## Geografie
Itagano ist ein Bezirk im Norden der Regionshauptstadt Mbeya. Er grenzt im Norden an den Distrikt Mbeya Vijijini, hier steigt das Gelände auf über 2000 Meter Seehöhe an. Die Fläche des Stadtteils beträgt 13,2 Quadratkilometer und bei der Volkszählung 2022 lebten hier 2213 Menschen in 606 Haushalten.

## Gliederung
Der Bezirk besteht aus zwei Stadtteilen (Mtaa):
- Ipombo
- Itagano

## Wirtschaft und Infrastruktur
- Gesundheit: In Itagano befindet sich ein staatliches Gesundheitszentrum, das auch eine Erstversorgung von ambulanten Patienten durchführt.[6]
- Verkehr: Die Nordgrenze entlang verläuft die Nationalstraße T8.[2]